# Laura Harvey
Pour les articles homonymes, voir Harvey.
Laura Harvey, né le 15 mai 1980 à Nuneaton, est une entraîneuse britannique de football. Elle est actuellement à la tête de l'OL Reign.

## Biographie

### Débuts en Angleterre
Laura Harvey commence à entraîner en étant l'adjointe de Marcus Bignot à Birmingham City en D1 anglaise. Elle devient ensuite coach principale en 2006.
Deux ans plus tard, elle rejoint Arsenal en tant qu'adjointe, puis comme coach principale en 2010. Elle y remporte trois titres de champion d'Angleterre, deux coupes de la ligue et une coupe d'Angleterre.
En parallèle, elle s'occupe des sélections de jeunes d'Angleterre jusqu'en 2011.

### Premier passage en NWSL
Laura Harvey entraîne le Seattle Reign FC à partir de la création de la franchise en 2013. Avec la franchise de l'état de Washington, elle termine deux fois à la première place de la saison régulière, en 2014 et 2015, échouant à chaque fois en finale des play-offs face au FC Kansas City. Elle décroche le titre de Coach de l'année lors de ces deux saisons. En 2017, elle cède sa place au coach de Kansas City, Vlatko Andonovski.
Elle rejoint ensuite les Utah Royals, la franchise ayant succédé au FC Kansas City, de 2018 à 2019.

### Expérience avec la USWNT
Elle est alors recrutée pour s'occuper de l'équipe américaine des moins de 20 ans, tout en étant adjointe de Vlatko Andonovski auprès de l'équipe senior. Elle remporte le championnat de la CONCACAF des moins de 20 ans en 2020.

### Retour au Reign
En juillet 2021, après la démission de Farid Benstiti, elle revient au Seattle Reign, renommé depuis OL Reign. La franchise est avant-dernière du championnat, et finira à la deuxième place, éliminée en play-offs par les futures championnes du Washington Spirit. Elle est nommée pour la troisième fois Coach de l'année. En août 2022, après une victoire 4-1 face au NJ/NY Gotham, elle bat le record de victoires d'une coach en NWSL avec 82 victoires en saison régulière.

## Palmarès
Arsenal
- Championnat d'Angleterre (3) : 2009-2010, 2011, 2012
- Women's FA Cup (1) : 2011
- FA Women's League Cup (2) : 2011, 2012

 Seattle Reign FC
- NWSL Shield (3) : 
  - Vainqueur en 2014, 2015 et 2022

- The Women's Cup (Tournoi de pré-saison international) (1) : 
  - Vainqueur en 2022

 Équipe des États-Unis des moins de 20 ans :
- Championnat de la CONCACAF des moins de 20 ans (1) : 2020

## Récompenses individuelles
- NWSL Coach Of The Year (3) : 2014, 2015, 2021
- FA Coach Of The Year (1) : 2014
- FA Pro Game Female Elite Coach of the Year (1) : 2014
- FA WSL Coach of the Year (1) : 2011